# 吴兴镛
吳興鏞（英語：Wu Sing-yung，1939年—），中華民國醫師、作家，本名吳興蓉，籍貫浙江省宁波市鎮海县。

## 生平
吳興鏞的父亲是台湾钢铁大佬吴嵩庆。母亲林熺之兄子為围棋名手林海峰。吳興鏞在1963年畢業於國立臺灣大學，1969年於西雅圖華盛頓大學完成實驗病理學哲學博士，1972年於巴爾的摩約翰·霍普金斯大學獲得醫學士學位。
1977年，吳興鏞任職美国爾灣加州大學榮民教學醫院，1991年升为内科及放射学科正教授。他從1980年代起從事甲狀腺素代謝研究，有專書及論文多份，为中华民国内分泌学会荣誉会员、擔任国防医学院﹐三軍總醫院访问教授及台北榮民總醫院名譽顧問多年，曾在洛杉矶，台北与长堤主持五次甲状腺素代谢国际会议（1989－2012年）。

## 黄金秘闻
吳興鏞業餘研究在1948－1949年之間發生的中華民國國庫黃金運送台灣行動，为近史提供大量资料与数据。他估计黄金分六批运往台湾，共约四百五十万两，为新台币发行及韩战爆发前的台海局势的稳定，作出无法估量的贡献。他的研究成果——《黄金密档：1949年大陆黄金运台始末》一书，2009年底於南京首发，也揭开了国共内战中最神秘的一页，尤其是下野的蒋介石隐藏在厦门鼓浪屿的秘密军费黄金（由吳興鏞父親吴嵩庆负责管理）。此外他也提議以當前剩餘運台黃金所生的利息，提供來設立「中華世紀黃金教育基金」，以促進兩岸教育發展的構想。
2010年，台湾长天丁雯静聘请吳興鏞为首席顾问，翌年四月完成耗资巨大、精心制作的紀录片《黄金密档》，由中旺電視、中天電視与凤凰卫视大视野于两岸三地隆重推出，为近代史中這樁重大事件还原真相。